# Opel 18/50 PS
Der Opel 18/50 PS war ein PKW der Oberklasse, den die Adam Opel KG von 1916 bis 1920 als Nachfolger des Modells 20/45 PS baute.

## Geschichte und Technik
Der 18/50 PS entsprach im Wesentlichen dem Vorgängermodell 20/45, hatte aber einen kleineren, doch stärkeren Motor.
Dieser Motor war ein seitengesteuerten Vierzylinder-Blockmotor, jedoch mit zunächst nur noch 4676 cm³ Hubraum. Später stieg der Hubraum auf 4705 cm³. Die Leistung wird für beide Varianten mit 56 PS (41 kW) bei 1500/min. angegeben. Der Motor war wassergekühlt; für den Kühlwasserumlauf sorgte eine Zentrifugalpumpe. Die Motorleistung wurde über eine Lederkonuskupplung, ein manuelles Vierganggetriebe und eine Kardanwelle an die Hinterachse weitergeleitet. Die Höchstgeschwindigkeit stieg auf 85 km/h.
Wie beim Vorgänger, waren am Stahlblech-U-Profilrahmen die beiden Starrachsen an dreiviertelelliptischen Längsblattfedern aufgehängt. Die Betriebsbremse war eine Innenbackenbremse, die auf die Kardanwelle wirkte. Die Handbremse war  als Trommelbremse an den Hinterrädern ausgeführt.
Der Wagen war als viersitziger Doppelphaeton, ebensolcher Torpedo, als viertürige Pullman-Limousine oder als ebensolches Landaulet erhältlich.
Die Fertigung des 18/50 PS wurde erst 1920 eingestellt. Da war der Nachfolger 21/55 PS schon auf dem Markt.